# Michael Kotulla
Michael Kotulla (* 19. Juni 1960 in Hannover) ist ein deutscher Rechtswissenschaftler und Hochschullehrer.

## Leben
Kotulla verließ 1976 die Hauptschule und machte bis 1979 eine Berufsausbildung zum Kfz-Mechaniker. Im Anschluss daran besuchte er zunächst 1979/1980 eine Berufsfachschule und von 1980 bis 1983 ein berufliches Gymnasium. Daraufhin folgte von 1983 bis 1984 der Grundwehrdienst bei der Bundeswehr.
Nach seinem Abitur studierte er von 1984 bis 1989 Rechtswissenschaften und von 1985 bis 1993 teilweise parallel Geschichtswissenschaften an der Philipps-Universität Marburg. Sein erstes juristisches Staatsexamen legte er 1989 ab; das Geschichtsstudium beendete er 1993 als Magister Artium (M. A.). Zum Dr. jur. promoviert wurde er bereits 1991 in Marburg; 1993 legte er zudem sein zweites juristisches Staatsexamen ab. 1999 erfolgte seine Habilitation an der Universität Lüneburg. Im gleichen Jahr wurde Kotulla von der Universität Bielefeld auf den neu errichteten „Lehrstuhl für Öffentliches Recht, insbesondere Umweltrecht“ berufen. Seit dem 10. April 2002 ist Kotulla Direktor des Instituts für Umweltrecht, seit Januar 2009 Mitglied des Hochschulrates der Universität Trier. Kotulla war von 2010 bis 2012 Dekan der juristischen Fakultät der Universität Bielefeld. Bereits 2009–2010 und wieder 2012–2013 hatte er das Amt des Prodekans inne.
Forschungsschwerpunkt Kotullas ist neben dem Umweltrecht die deutsche Verfassungsgeschichte ab 1806. Er ist Mitglied der Vereinigung für Verfassungsgeschichte.
Zusammen mit Walter Frenz führt Kotulla die Schriftleitung der monatlich erscheinenden Fachzeitschrift Natur und Recht.
Er ist verheiratet und hat zwei Kinder. Seine Tochter Katharina Kotulla trat zur Bundestagswahl 2025 erfolglos für die CDU als Direktkandidatin im Wahlkreis Bielefeld – Gütersloh II an.

## Schriften (Auswahl)
- Die Tragweite der Grundrechte der revidierten preußischen Verfassung vom 31. Januar 1850. Frankfurt am Main [u. a.] 1992 (zugleich Diss., Univ. Marburg 1991).
- Rechtliche Instrumente des Grundwasserschutzes. Eine systematische Analyse des EG-, Bundes- und Landesrechts. Berlin [u. a.] 1999 (zugleich Habilitationsschrift Grundwasserschutz als Rechtsproblem, Lüneburg 1998).
- Das konstitutionelle Verfassungswerk Preußens (1848–1918). Eine Quellensammlung mit historischer Einführung. Heidelberg 2003.
- Deutsches Verfassungsrecht 1806–1918. Eine Dokumentensammlung nebst Einführungen. Bislang sechs Bände:
  - Bd. 1: Gesamtdeutschland, Anhaltische Staaten und Baden. Berlin 2005.
  - Bd. 2: Bayern. Berlin 2007.
  - Bd. 3: Berg und Braunschweig. Berlin 2008.
  - Bd. 4: Bremen. Berlin 2016.
  - Bd. 5: Elsass-Lothringen. Berlin 2023.
  - Bd. 18: Nassau. Berlin 2021.
- Deutsche Verfassungsgeschichte. Vom Alten Reich bis Weimar (1495–1934). Berlin 2008, ISBN 978-3-540-48705-0.
- Thüringische Verfassungsurkunden: Vom Beginn des 19. Jahrhunderts bis heute. Berlin, Heidelberg 2015.
- Umweltrecht und Umweltpolitik (UmweltWissenschaften) (= Schriftenreihe der Fakultät für Umweltwissenschaften und Verfahrenstechnik der BTU Cottbus). Heidelberg 1998.
- Umweltschutzbeauftragte. 2001.
- Wasserhaushaltsgesetz. 2011.
- Abwasserabgabengesetz. Kommentar (seit 2005).
- Aktuelle Veränderungen im Wasserhaushaltsgesetz. 2006.
- Umweltrecht: Grundstrukturen und Fälle. 7. Aufl., Stuttgart 2017.
- Bundesimmissionsschutzgesetz. Kommentar (Loseblatt).